# カマル・ジャムブラット
カマール・ジュンブラート（Kamal Jumblatt、1917年12月6日 - 1977年3月16日） レバノンの重要な政治家だった。 彼は1977年の暗殺まで、レバノン南北戦争でアサド政府とパレスチナ解放機構の主要味方に反対した反政府勢力の主要指導者でした。 彼はレバノンのドゥルーズの指導者ワリード・ジュンブラートの父親である。

## 初期の人生と教育
彼は、レバノンのドゥルーズ共同体の伝統的な指導者であった名門クルド人のジュンブラート家に生まれました。彼の父、強力なドゥルーズ派の指導者フアード・ジュンブラート、チーフ地区のディレクターは、1921年8月6日に暗殺されました。カマールは父が殺されたときにちょうど4歳でした。父親が死亡した後、母親のナチラは25世紀以上にわたりドゥルーズのコミュニティで重要な政治的役割を果たしました。
1926年、カマール・ジュンブラートはAintouraのLazarus教会に入社し、1928年に小学校を修了しました。1936年にフランス語、アラビア語、科学、文学、1937年に哲学卒業を経て高校卒業を達成しました。
ジュンブラートはフランスでソルボンヌ大学芸術学部に入学し、心理学と市民教育の学位を取得し、社会学の学位を取得しました。彼は第二次世界大戦の発生後、1939年にレバノンに戻り、セントジョセフ大学で学び続け、1945年に法学の学位を取得しました。

## 初期の政治的キャリア
カマール・ジュンブラートは、1941年から1942年にかけてレバノンで法律を実践し、レバノン政府の公式国家弁護士に指定されました。 1943年、彼はヒクマト・ジュンブラートの死後、ジュンブラート一族のリーダーとなり、彼をレバノンの政治情勢に導いた。 1943年9月、カマール・ジュンブラートは初めてレバノン山の代議員として国会に選出されました。彼は当時の大統領ビシャーラ・フーリーが率いる与党の憲法党に反対派に加わった。 1946年12月14日、彼はRiad Al Solhの内閣で経済ポートフォリオのために初めて首相に任命された[4]。彼の任期は1946年12月14日から1947年6月7日にかけて行われ、Saadi Al Munlaに代わった[4] Sleiman NawfalはJumblattを経済大臣に置き換えた。
1947年、二度目の副議長選挙にもかかわらず、彼は政府から辞任すると考えた。彼は、レバノンの政治制度による変化は不可能だと考え始めた。野党グループが彼を退職させようとした後、彼は就任を決めた。
1949年3月17日、ジュンブラートは正式に進歩的社会党（PSP）を設立し、1949年5月1日に憲法を宣言した.PSPは世俗主義を支持し、正式にレバノン政治の宗派的特徴に反対する社会党だった。実際には、ドゥルーズ派のメンバーによる創設以来、特にJumblatt氏の一族が率いられ、主にサポートされてきました。 PSPの名前で、Jumblattは1951年5月にベイルートで開催されたアラブ社会党の第1回大会と呼ばれました。同じ年に、彼は第3回レバノン騎士団として再選されました。
1952年、彼はスイスで開催された文化自由会議でレバノンを代表しました。 1952年8月、彼はDeir El Kamarで全国社会主義共和国の前身であるBechara El Khoury大統領の辞任を呼びかける国家会議を組織した。主にこれらの圧力のために、大統領は同じ年を辞任した。

## 私生活
ジュンブラートは1948年5月1日、ジュネーブにあるシャキーブ・アルスラーン（アルスラーン家はレバノンのドゥルーズの名家である）の娘と結婚した。 彼らの唯一の息子、ワリード・ジュンブラートは1949年8月7日に生まれました。彼らはワリードが3歳の時に離婚しました。
カマール・ジュンブラートは広範囲に講演し、アラビア語とフランス語の両方で1200を超える編集者を務めました。 彼はヨーロッパの左派運動の影響を受けて社会主義理想主義者として描かれている。 彼はレバノンのために私が話すというタイトルの下で彼のメモを出版した。